# Nachsitzen

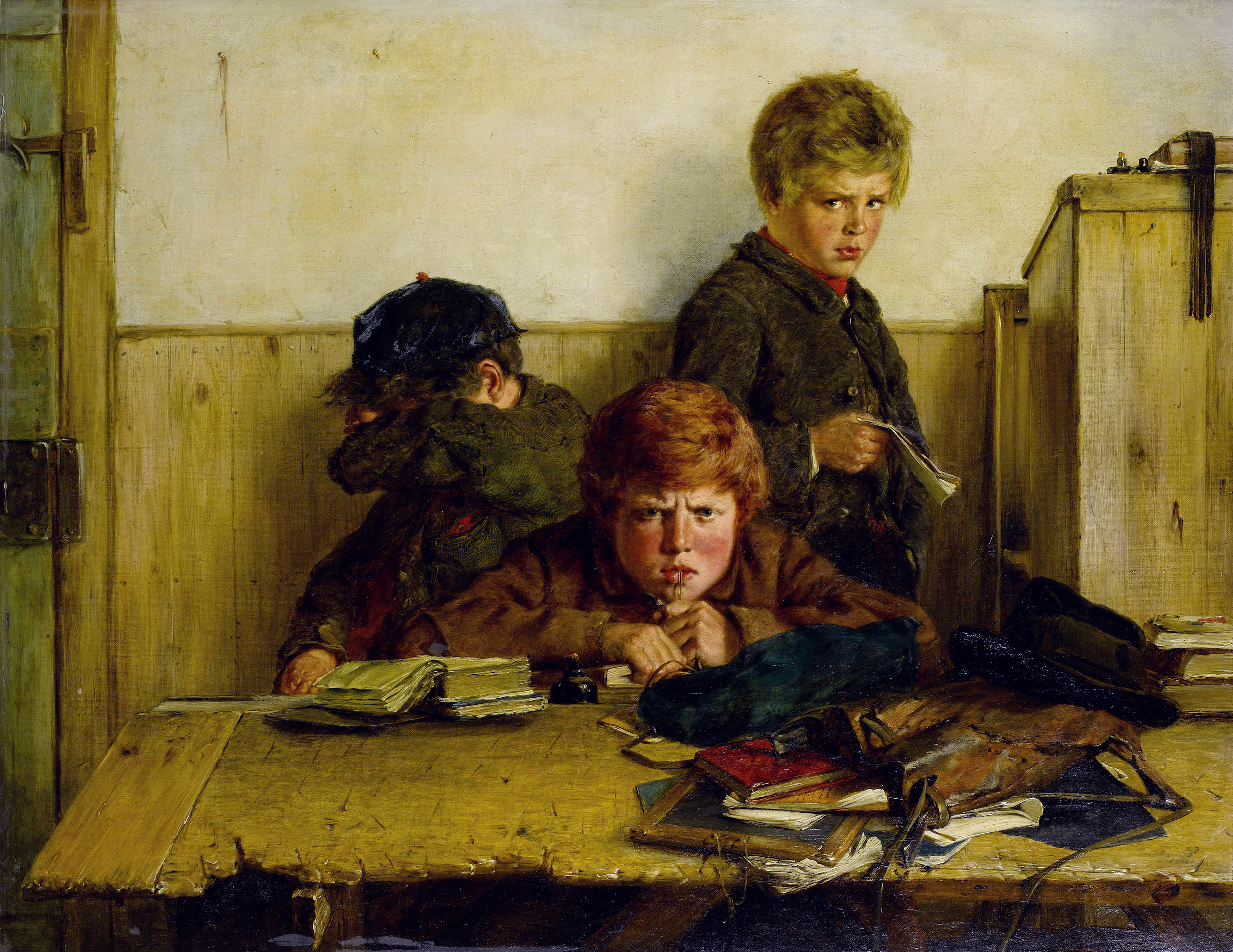
Schuljungen beim Nachsitzen (Gemälde von Erskine Nicol, um 1870)

Nachsitzen, Silentium oder Nacharbeit ist je nach Bundesland eine Erziehungs- oder Ordnungsmaßnahme, die gegen einen Schüler verhängt wird, beispielsweise wegen schlechten Betragens oder vergleichbarer schulischer Vergehen. Wer nachsitzen muss, darf z. B. nicht mit den anderen Schülern nach Hause, sondern muss noch eine bestimmte Zeit in der Schule bleiben und zusätzliche Aufgaben erledigen. Nachsitzen gilt als eine der mildesten Erziehungs- oder Ordnungsmaßnahmen. Bei minderjährigen Schülern müssen die Eltern vorab informiert werden.

## Deutschland
In Deutschland ist das Nachsitzen in den Schulgesetzen der Länder geregelt:
Das Schulgesetz des Landes Baden-Württemberg bestimmt, dass ein Nachsitzen von bis zu zwei Unterrichtsstunden durch den Lehrer angeordnet werden kann. Ein Nachsitzen von bis zu vier Stunden muss durch den Schulleiter angeordnet werden.
In Schleswig-Holstein ist das Nachholen schuldhaft versäumten Unterrichts nach vorheriger Benachrichtigung der Eltern im Schulgesetz geregelt.
In Rheinland-Pfalz ist bloßes Nachsitzen als erzieherische Maßnahme nicht zulässig. In §97 ÜSchO RLP steht, welche Maßnahmen man als Strafe verwenden darf.
In Bayern ist Nacharbeit unter Aufsicht einer Lehrkraft eine Erziehungsmaßnahme bei nicht hinreichender Beteiligung der Schülerin oder des Schülers am Unterricht (Art. 86 Abs. 1 BayEUG). Gemäß § 16 Abs. 3 der Schulordnung für die Gymnasien (GSO) wird sie schriftlich mit einem eigenen Termin anberaumt.
In Nordrhein-Westfalen ist die Nacharbeit unter Aufsicht nach vorheriger Benachrichtigung der Eltern als erzieherische Maßnahme vorgesehen. Ein Musiklehrer an einer Realschule in Neuss wurde am 24. August 2016 wegen Freiheitsberaubung in erster Instanz verurteilt, weil er eine Klasse, in der es zuvor wiederholt zu Unterrichtsstörungen gekommen war, gezwungen hatte, nach Unterrichtsschluss im Raum zu bleiben und einen Wikipedia-Artikel abzuschreiben. Einer der Schüler hatte daraufhin mit seinem Mobiltelefon die Polizei gerufen. Der Lehrer erhielt eine Verwarnung mit Strafvorbehalt sowie die Auflage, sich im Umgang mit undisziplinierten Schülern fortbilden zu lassen. Das Urteil wurde in zweiter Instanz aufgehoben und der betroffene Lehrer freigesprochen.
In Hamburg ist das Nachholen schuldhaft versäumten Unterrichts nach vorheriger Benachrichtigung der Erziehungsberechtigten zulässig.
In Sachsen ist Nacharbeit nicht im Schulgesetz geregelt und fällt ggf. unter andere Erziehungsmaßnahmen in Abgrenzung zu Ordnungsmaßnahmen (vgl. § 39 Abs. 1 SchulG).
In Hessen ist das Nachholen schuldhaft versäumten Unterrichts nach vorheriger Benachrichtigung der Eltern zulässig. Schulen können in ihren Schulordnungen jedoch das Nachsitzen als Maßnahme ausschließen.
In Berlin, Brandenburg, Bremen, Mecklenburg-Vorpommern, Niedersachsen, Rheinland-Pfalz, Sachsen-Anhalt und Thüringen ist das Nachsitzen nur als Erziehungs- nicht aber als Ordnungsmaßnahme in den Schulgesetzen vorgesehen.

## Österreich
In Österreich ist Nachsitzen als Bestrafung gesetzlich verboten.
Es ist allerdings erlaubt, wenn Schüler Aufgaben oder Übungen, die sie im Unterricht nicht erledigen konnten, nachholen müssen. Diese Aufgaben müssen allerdings nur in der Schule nachgeholt werden, wenn sie nicht zuhause erledigt werden können. Das bedeutet, in gewisser Weise wird damit Nachsitzen durch die Hintertür ermöglicht.

## Nachsitzen als Thema im Spielfilm
John Hughes’ Spielfilm The Breakfast Club (1985) erzählt die Geschichte der zufälligen Schicksalsgemeinschaft einiger ungleicher Teenager, die an einer Highschool in Illinois an einem Samstagmorgen zum Nachsitzen erscheinen müssen. In den Vereinigten Staaten heißt diese Form der vergleichsweise milden Bestrafung after school detention.